# Live in Japan (album des Runaways)
Pour les articles homonymes, voir Live in Japan.
Albums de The Runaways
Queens of Noise
(1977) Waitin' for the Night
(1977)
Live in Japan est un album enregistré en direct en 1977 au Japon par The Runaways.

## Liste des morceaux

### Face A
1. Queens of Noise 3:19 (B. Bizeau)
2. California Paradise 2:57 (K. Fowley / J. Jett / K. Krome / S. West)
3. All Right You Guys 3:34 (Danielle Fay / Bob Willingham)
4. Wild Thing 3:45 (Chip Taylor)
5. Gettin' Hot 4:10 (J. Fox / L. Ford)
6. Rock-N-Roll 3:38 (L. Reed)

### Face B
1. You Drive Me Wild 3:15 (J. Jett)
2. Neon Angels on the Road to Ruin 3:46 (L. Ford / K. Fowley / J. Fox)
3. I Wanna Be Where the Boys Are 2:50 (K. Fowley / Ronnie Lee)
4. Cherry Bomb 2:12 (J. Jett / K. Fowley)
5. American Nights 4:04 (M. Anthony / K. Fowley)
6. C'mon 4:14 (J. Jett)